# Оазисамерика
Оазисамерика — термин, используемый учёными, прежде всего мексиканскими антропологами, для широкой культурной области, определяющей доколумбовую юго-западную Северную Америку, простирающуюся от севера, современного штата Юты, до мексиканского штата Чиуауа на юге, от запада, калифорнийского залива, до востока — долины реки Рио-Браво-дель-Норте. Термин Оазисамерика означает скорее историко-культурный регион, наряду с Аридоамерикой и Мезоамерикой (всю эту терминологию впервые предложил Пауль Киргхофф). При этом североамериканские антропологи для описания этого региона чаще используют термин «Большой Юго-запад». В отличие от своих кочевых соседей-аридомамериканцев, оазисмериканцы представляли в основном сельскохозяйственные общества, но не образовывали сложные государства, как в Мезоамерике.
Термин «Оазисамерика» происходит от сочетания слов «оазис» и «Америка». Несмотря на слово, земли Оазисамерики, это преимущественно сухие ландшафты и скалистые горы, прежде всего горная система Западная Сьерра-Мадре. К востоку и западу от этих огромных горных хребтов простираются пустынные равнины. Оазисамерика покрывала часть современных мексиканских штатов Чиуауа, Сонору, Нижнею Калифорнию и в меньшей степени Аризону, Юту, Нью-Мексико, Колорадо, Неваду и Калифорнию.
Несмотря на то, что Оазисамерика представляет собой сухую землю, она содержит несколько водоёмов, таких как реки: Яки, Рио-Гранде, Колорадо, Конхос и Гила. Наличие этих рек (и даже некоторых озёр, которые уже исчезли), в сочетании с более мягким климатом, чем в Аридоамерике, создало условия для зарождения сельскохозяйственных культур, чьи представители переняли метод ведения сельского хозяйства у индейцев Мезоамерики.
Расцвет культур Оазисамерики приходился на начало второго тысячелетия, но к XIII—XVI векам, культуры пришли в упадок по до тех пор не ясным причинам, наиболее вероятными причинами служили сезоны засухи и пришедший с ними голод, а также постоянные набеги диких кочевых племён с севера и востока. Несмотря на это, в регионе продолжало проживать множество индейских племён (например папаго, пима и прочие народы пуэбло), являющихся культурными наследниками оазисамерики, которым удавалось сохранять свой старый образ жизни вплоть до XIX века.

## Основные характеристики
Оазисамерика, как этно-культурная область образовалась на 2000 лет позже, чем Мезоамерика. Некоторые общины Оазисамерики помимо выращивания кукурузы, по прежнему практиковали охоту и собирательство, но большинство племён перешло полностью на сельское хозяйство. Самые ранние найденные образцы кукурузы датируются примерно 3500 годом до нашей эры, таким образом кукуруза попала в Оазисамерику через 1500 лет, после того, как появилась в Мезоамерике, что подтверждает гипотезу о том, что маис был завезён с юга.
Существует несколько гипотез, предложенных для объяснения рождения культур Оазисамерики. Первая из них эндогенная модель, предлагает независимое культурное развитие, корни которого лежат глубоко в древности. С этой точки зрения, благодаря благоприятному климату, древние сообщества пустынь могли развивать сельское хозяйство так же, как это делали мезоамериканцы.
Вторая гипотеза предполагает, что оазисамериканцы являются потомками мезоамериканских кочевников, ушедших на север с течением времени. Таким образом оазисамериканцы представляют собой отделённую древнюю линию мезоамериканской культуры. Есть множество свидетельств тесной взаимосвязи между двумя культурными регионами Северной Америки. Во-первых, бирюза, которую ценили мезоамериканцы, добывалась исключительно в южном Нью-Мексико и Аризоне. Спрос на этот минерал мог сыграть большую роль в установлении торговых отношений между двумя культурными зонами. В то же время в поселениях пакиме, которые являются преемниками культуры могольон, были обнаружены церемониальные сооружения, связанные с религией мезоамериканцев, и большое количество скелетов попугаев, обитающих только в лесах юго-восточной Мексики.

## Культуры
Область, охватываемая оазисамерику, стала местом развития нескольких основных культурных групп: Пуэбло, Хохокам, Могольон, Патая и Фремонтская культура.

### Пуэбло
Древние культуры Пуэбло процветали в регионе, ныне известном как Четыре Угла. Территория была покрыта можжевёловыми лесами которые древние народы научились использовать для своих нужд, поскольку добыча еды среди другой растительности была возможной только с ноября по апрель. Пуэбло были одним из самых развитых культурных обществ со сложной социальной структурой в Оазисамерике. Хотя о пуэбло не принято говорить, как о определённой нации, а скорее народах, обладающих общими культурными признаками, наиболее принято считать, что вероятными потомками древних пуэбло являются хопи или зуни. Также для описания этих культур используется термин анасази, что в языке навахо переводится, как «вражеские предки».
Культура пуэбло остаётся наиболее лучше изученной доколумбовой культурой в Соединённых Штатах. Археологические исследования установили последовательность культурного развития, которая началась примерно в первом веке до нашей эры и продолжалась вплоть до колонизации Америки европейцами и порабощения испанцами. Первобытные пуэбло селились в пещерах и скалистых укрытиях, в 500—750 гг. они стали строить первые дома под землёй, образуя небольшие посёлки с домами в круговом положении. Тогда же появляются предметы керамики, украшенные узорами белого, чёрного и красного цветов. В 750—900 годах, пуэбло разработали ирригационную систему и стали строить дома из кирпича над землёй. В 900—1150-е годы появляются грандиозные архитектурные сооружения, в том числе и многоэтажные дома. На следующем этапе (1150—1350 гг.) предки пуэбло улучшают методы ведения сельского хозяйства, расширяя свои поля и создают крупные региональные связи, оказывая культурное и экономическое влияние на соседние племена. Однако ещё прибытия колонистов, культура древних пуэбло пришла в глубокий упадок, причиной тому может служить засуха, длившееся с 1276 по 1299 год. На момент прибытия колонистов, пуэбло представляли собой разъединённые группы без единой этнической принадлежности.
Религия предков пуэбло была основана на поклонении божествам растений и плодородию земли. Они считали, что сверхъестественные существа, называемые качиной, вышли на поверхность земли из сипапу (центра Земли) в момент создания рода человеческого. Поклонение в обществах Пуэбло было организовано секретными группами мужчин. Члены этих тайных обществ утверждали, что представляют собой качину.
- Скальный дворец, национальный парк Меса-Верде
- Керамика предков пуэбло, 1100 — 1250 года н.э.
- дом в пещере
- Украшение пуэбло
- Окно в стене, Пуэбло дель Арройо

### Хохокам
Народы хохокам занимали пустынные земли Аризоны и Соноры. Территория хохокам ограничена двумя большими реками, Солт и озёра Хила, которые проходят через центр пустыни Сонора. Окружающая экосистема представляет множество проблем для сельского хозяйства и человеческой жизни из-за её высоких температур и скудных осадков. Из-за этих факторов, хохокам были вынуждены построить ирригационные системы со сложными сетями водохранилищ и каналов, идущих из рек Солт и Хилы, чья длина достигала 10 километров, и глубина — несколько метров. Благодаря этим каналам, хохокам могли собирать по 2 урожая кукурузы ежегодно.
Основными поселениями культуры хохокам были Снейктаун, Каса-Гранде, Красная Гора и Пуэбло-де-лос-Муэртос, расположенные в современной Аризоне. Хохокам жили небольшими общинами в несколько сотен человек. Их образ жизни был очень похож на древних пуэбло в V—VII веках, так хохокам строили подземные жилища, отличавшиеся просторными интерьерами. Хохокам носили ожерелья из раковин, которые были добыты в прибрежных районах Большой Калифорнии и создавали каменные орудия, копья и топоры.
Археологи ставят под сомнение этническую самобытность культуры Хохокам. Некоторые считают, что культура развивалась эндогенно (без внешнего влияния), указывая на Снейктаун, возникший в четвёртом веке до нашей эры. Другие считают, что предки хохокам мигрировали из Мезоамерики. В защиту этой версии, сторонники указывают на то, что керамика хохокам появилась в 300 году до нашей эры (время основания Снейктауна), и до этого времени не было никаких намёков на независимое региональное развитие керамики. Сторонники также утверждают, что такие технологические достижения, как сложные системы каналов или кремация тоже впервые были созданы в западной Мезоамерике.
Развитие культуры хохокам делится на четыре периода: пионерский (300 г. до н. э. — 550 г. н. э.), колониальный (550—900 гг), сидячий (900—1100 гг.) и классический (1100—1450 гг.). Пионерский период начался с строительства каналов. В колониальный период установились торговые связи с Мезоамерикой, что подтверждает появление медных колоколов, пиритовых зеркал и строительство полей для игры в мяч. Отношения с Мезоамерикой и наличие таких торгуемых товаров показывают, что хохокам на этот момент представляло собой развитое общество с элитой и вождём. В сидячий период торговые отношения с Мезоамерикой уменьшаются и хохокам начинают строить многоэтажные здания, такие как Каса-Гранде.
К тому времени, как европейцы прибыли в пустыни Аризоны и Соноры, городские центры хохокама уже были заброшены, предположительно, из-за стихийных бедствий, которые привели к массовому голоду и краху социальной структуры. Вероятными потомками данной культуры являются индейцы папаго, которые на момент прибытия колонистов, вели полукочевой образ жизни и переживали зарождение сельского хозяйства.
- Человеческая фигурка
- Глиняный сосуд 600-900 года
- реконструированный образец дома хихикам
- Руины здания Каса-Гранде
- Образец искусства на ракушках

### Могольон
Могольон был культурным районом Мезоамерики, который простирался от предгорий западной Сьерра-Мадре, на север в Аризону и Нью-Мексико на юго-западе Соединённых Штатов. Некоторые учёные предпочитают различать две широкие культурные традиции в этой области: сам Могольон и его преемственную культуру Пакиме. Народы, населявшие этот район, хорошо адаптировались к ландшафту, который отличается наличием сосновых лесов, крутых гор и оврагов.
В отличие от своих соседей хохокам и предки пууэбло на севере, могольоны совершали роскошные погребальными обряды и хоронили покойного с керамическим изделиями и драгоценными камнями. По этой же причине, гробницы становились частой целью грабителей, которые затем пытались продать свои трофеи на археологическом чёрном рынке.
Самые впечатляющие примеры керамической традиция Могольона были найдены в долине реки Мимбр в Нью-Мексико. Производство керамики в данном регионе достигло своего расцвета между VIII и XII веками. Керамика красилась в белый цвет и украшалась стилизованными изображениями повседневной жизни в сообществе.
Хронология развития культуры могольона делится на две фазы; «ранний» период длился с 500 г. до н. э. до 1000 г. н. э., а «поздний» период длился с XI по XVI век.
Первый период показывает медленное и поэтапное культурное развитие, где форма социальных отношений и организационных структур оставалась почти неизменной на протяжении 1500 лет, а технологические достижения также оставались практически в неизменном виде, но претерпели некоторые улучшения. В ранний период могольоны жили в скалистых жилищах, в которых они защищались от вторжения охотничьих племён.
В одиннадцатом столетии устанавливаются торговые отношения с Мезоамерикой, а население Могольона быстро растёт за счёт увеличения площади сельскохозяйственных. Образуются более глубокие расслоения в обществе. Возможно также индейцы Могольона испытывали культурное влияние со стороны пуэбло, так как тоже начали строить здания из кирпича, как и их северные соседи.
Культура Могольон достигла своего расцвета в четырнадцатом и пятнадцатом веках. В это время численность населения городов быстро росла. Поселение Пакиме, в Чихуахуа, было самым крупным из них. Индейцы Могольона доминировали в горном регионе, который содержит много археологических объектов, известных как «касас алькантиладо», форпосты, построенные в труднодоступных пещерах на восточных склонах Сьерра-Мадре. Пакиме продавали в Мезоамерику такие драгоценные минералы, как бирюзу и киноварь. Они также контролировали торговлю некоторыми продуктами на всём побережье Калифорнийского залива, особенно раковинами Нассариуса. Пакиме испытывали сильное влияние от мезоамерикаских культур, о чём свидетельствует наличие в их городах арен для игры в мяч и останков животных, обитающих в тропической Центральной Америке.
В XIII веке центральная власть пакиме ослабевает и к XV веку практические все города приходят в запустение, а её жители мигрируют в ныне мексиканский штат Коауила. Предполагается, что индейские народы таракахиты, яки, майо, опата и тараумара, которые в настоящее время проживают в северо-восточной части Мексике, являются потомками могольонов.
- Могольонская керамика
- Керамика мимбрес, 1000–1150 года
- Керамика мимбрес, 1000–1150 года
- Ритуальная фигурка 1300-1400 года
- Руины кинишба, Аризона

### Фремонт
Культура Фремонт покрывала большую часть Юты и располагалась к северу от поселений древних пуэбло. Её культурное развитие как часть Оазисамерики происходило между V и XIV веками. Учёные утверждают, что культура Фремонта образовалась из культуры предков пуэбло. Теоретически общины Фремонт эмигрировали на север, принося с собой обычаи и технологии предков пуэбло. В пользу данной теории можно привести найдённую керамику в штате Юта, которая очень похожа на ту, что была найдена в Меса-Верде.
Вторая гипотеза предполагает, что культура Фремонта могла образоваться из общества охотников на буйволов, вероятно атабаскского происхождения, которая со временем переняла культуру и традиции своих южных соседей.
Распад культуры Фремонта начался ещё во второй половине X века и был завершён в XIV веке. По прибытии испанцев регион был захвачен племенем охотников шошонов.

### Патайа
Район археологической культуры патайан занимает западную часть Оазисамерики. В его состав входят современные штаты Калифорния и Аризона в США, а также Нижняя Калифорния и Сонора в Мексике. Патайанцы были периферийной культурой, развитие которой, вероятно, находилось под влиянием соседей хохокама на востоке. Из них они узнали о мезоамериканской игре с мячом, методах кремации и методах производства керамики.
Патайанская культура пришла в упадок в четырнадцатом веке. Когда испанцы прибыли в регион, долина реки Колорадо была захвачена квечанами.